# جیمز فیسک

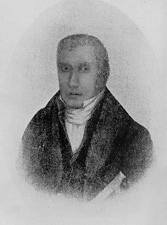
جیمز فیسک، سناتور سابق آمریکایی

جیمز فیسک (به انگلیسی: James Fisk) سناتور سابق عضو حزب دموکرات-جمهوری‌خواه بود. وی در سال ۱۸۱۷ تا ۱۸۱۸ میلادی سناتور ایالت ورمانت در سنای ایالات متحده آمریکا بود.